# 森瓦利 (內華達州)
森瓦利（英語：Sun Valley）是位於美國內華達州瓦肖縣的普查規定居民點。

## 歷史
森瓦利的郵局於1963年設立，其後於1979年停運。

## 人口
根據2020年美國人口普查的數據，森瓦利的面積為37.75平方千米，皆為陸地。當地共有人口21178人，而人口密度為每平方千米561.01人。